# Asklanda socken
Asklanda socken i Västergötland ingick i Gäsene härad, ingår sedan 1971 i Vårgårda kommun och motsvarar från 2016 Asklanda distrikt.
Socknens areal är 11,43 kvadratkilometer varav 11,39 land. År 2000 fanns här 362 invånare.  Kyrkbyn Asklanda med sockenkyrkan Asklanda kyrka ligger i socknen.

## Administrativ historik
Socknen har medeltida ursprung. 
Vid kommunreformen 1862 övergick socknens ansvar för de kyrkliga frågorna till Asklanda församling och för de borgerliga frågorna bildades Asklanda landskommun.  Landskommunen uppgick 1952 i Vårgårda landskommun som 1971 ombildades till Vårgårda kommun. Församlingen utökades 2006.
1 januari 2016 inrättades distriktet Asklanda, med samma omfattning som församlingen hade 1999/2000.  
Socknen har tillhört län, fögderier, tingslag och domsagor enligt vad som beskrivs i artikeln Gäsene härad. De indelta soldaterna tillhörde Älvsborgs regemente, Gäseneds kompani.

## Geografi
Asklanda socken ligger öster om Alingsås. Socknen är en kuperad skogsbygd med inslag av odlingsbygd på mark som tidigare var en del av Svältorna.
En sätesgård var Sällerhögs säteri.

## Byar och hemman
Asklanda socken består historiskt av följande byar och enstaka hemman. När en by har flera hemman anges också hemmansnumren.
- Asklanda, socknens kyrkby med sex hemman (1 Skattegården, 2 Östergården, 3 Stommen, 4 Rättaregården eller Toresgården, 5 Prästegården och 6 Västergården).
- Blekene, enstaka hemman.
- Galstad, by med tre hemman (1 Östergården, 2 Mellomgården och 3 Västergården).
- Hagen, enstaka hemman.
- Lycke, enstaka hemman.
- Ramnaklev, ett hemman (1 Östergården) och en tullkvarn (2).
- Romnefall, enstaka hemman.
- Skällered (också Sällerhög), by nämnd redan 1420 med två hemman, tillika säteri (1 Storegården, även Sällerhög, och 2 Lillegården, även Lilla Skällared). Säteriet Sällerhög hade ”en särdeles vacker belägenhet; öfver dess med löfskog täckta egor ser man en större sjö, omkring 20 kyrkor samt Westergötlands största höjder Kinnekulle, Hunne-, Mosse- och Ålleberg. Åbyggnaderna äro af ek; sedan 1816 har gården tillhört slägten Lilljehöök”, enligt Historiskt-geografiskt och statistiskt lexikon öfver Sverige från 1865.[10]

## Fornlämningar
Från bronsåldern finns spridda gravrösen och skålgropsförekomster. Från järnåldern finns ett mindre gravfält.

## Befolkningsutveckling
Befolkningen ökade från 232 1810 till 355 1870 varefter den minskade till 136 1970 då den var som minst under 1900-talet. därefter vände folkmängden uppåt igen till 179 1990.

## Namnet
Namnet skrevs 1420 Askälandä och kommer från kyrkbyn. Namnet innehåller trädslaget ask och land.